# The Bridge (bokserie)
The Bridge är William Gibsons andra trilogi och består av Virtual Light (1993, svensk översättning: Molle Kanmert, Norstedt 1994), Idoru (1996, svensk översättning: Molle Kanmert, Norstedt 1998) och All Tomorrow's Parties (bok) (1999, ej översatt).
Cyberpunkens fader målar upp en framtidens apokalyptiska San Francisco med udda figurer, häftig, kroppsintegrerad datorteknik och mörka sociologiska problem.